# Dyenmonus fissilis
Dyenmonus fissilis là một loài bọ cánh cứng trong họ Cerambycidae.